# へばの
『へばの』は、2009年1月、東京・ポレポレ東中野でのレイトショーを皮切りに全国で公開された日本映画。
青森県六ヶ所村で生きる男女の別れと再会を描いた、恋愛映画。青森県弘前市出身の木村文洋監督による初長編作品。出演に西山真来、吉岡睦雄。

## キャスト
- 西山真来
- 長谷川等
- 工藤佳子
- 吉岡睦雄

## スタッフ
- 監督・脚本: 木村文洋
- プロデューサー: 桑原広考
- 協力プロデューサー: 木村岩夫
- 撮影: 高橋和博
- 照明: 吉川慎太郎／大和久健、光山直樹
- 録音: 近藤崇生／大森博之
- メイク: 増田加奈
- 助監督: 成冨佳代、梶原由貴子／小谷忠典
- 制作進行: 岡本隆、対馬さとか
- 音楽: 北村早樹子
- 製作・配給: team JUDAS

## 上映された主な映画祭
- 第38回ロッテルダム国際映画祭Bright Future部門正式出品作品
- 第32回カイロ国際映画祭International competition for Digital Feature Filmsシルバーアワード受賞作品
- 第9回ニッポン・コネクション（ドイツ・フランクフルト日本映画祭）NIPPON DIGITAL部門正式上映作品
- 第9回TAMA NEW WAVEコンペティションノミネート作品
- 第11回バルセロナアジアン映画祭New Talents部門正式出品作品
- 第10回Asiatica Film Mediale（イタリア・ローマ）